# Vladimir Bojarinzev
Vladimir Bojarinzev est un sauteur à ski soviétique.

## Championnats du Monde Junior
- Championnats du monde junior de saut à ski 1980 à Oernskoeldsvik  Suède:
  -  Médaille d'argent.